# O’zapft is!

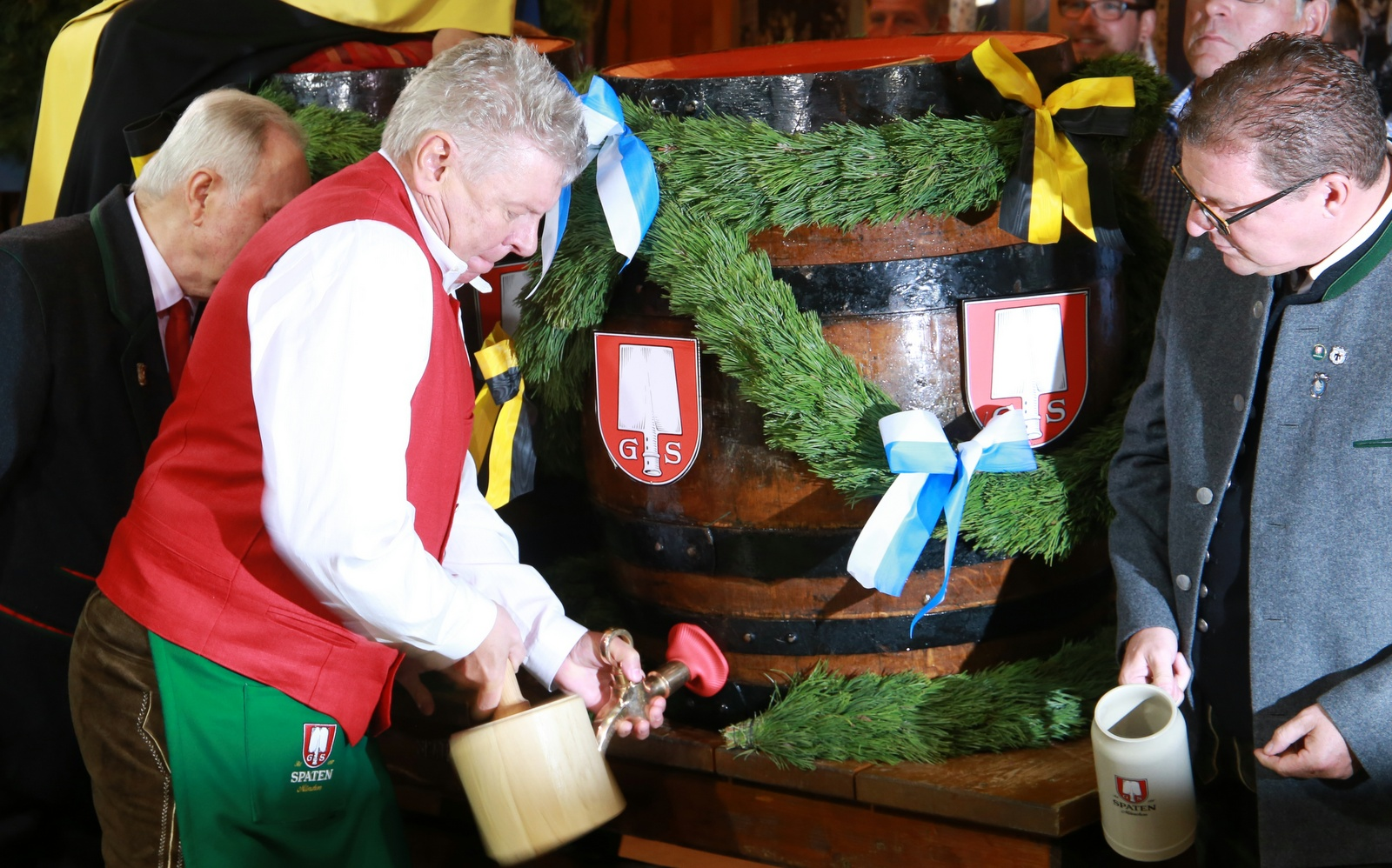
Dieter Reiter beim Anzapfen (2017)

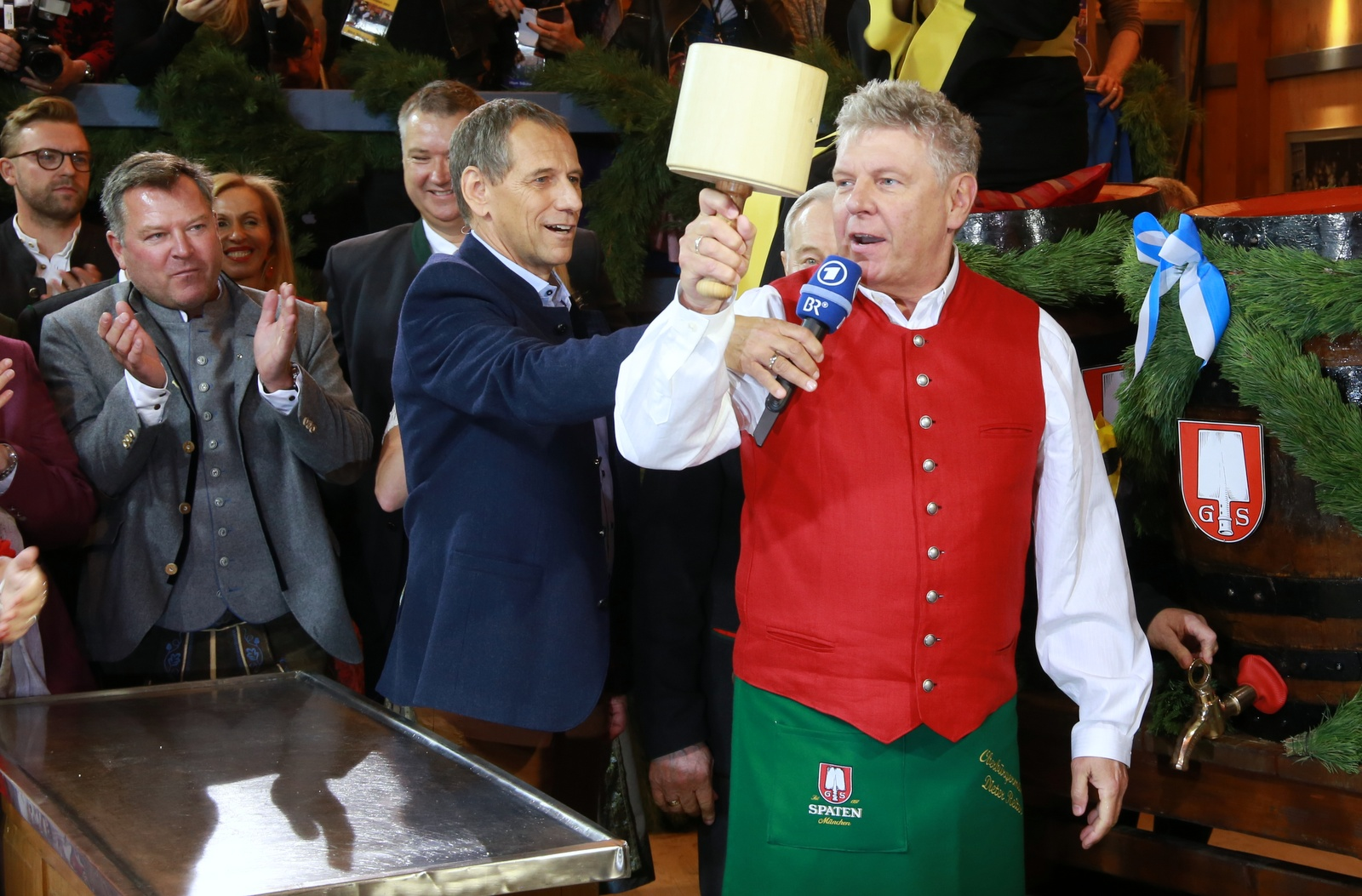
Dieter Reiter beim Ausruf von „O’zapft is!“ (2017)

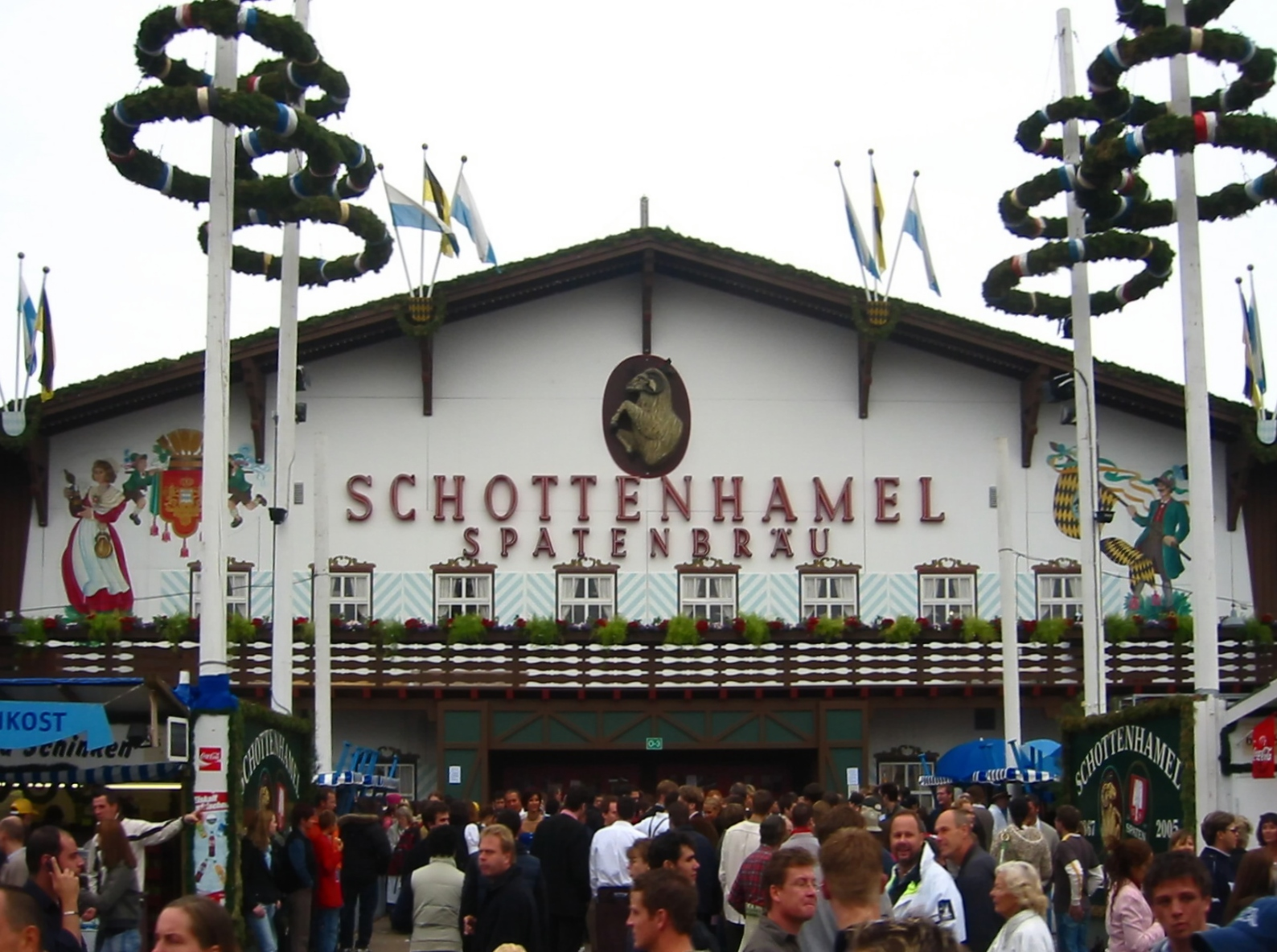
Schottenhamel-Festzelt (2005)

Der Ausruf O’zapft is! (bairisch für Es ist angezapft!) im Anschluss an den Anstich des ersten Bierfasses durch den amtierenden Münchner Oberbürgermeister im Schottenhamel-Festzelt steht seit 1950 für die Eröffnung des Oktoberfests in München. Anschließend folgen zwölf Böllerschüsse als Signal, dass in allen Festzelten das Bier ausgeschenkt werden darf.
Die Eröffnung findet in jedem Jahr am ersten Samstag nach dem 15. September um 12 Uhr statt.
Nach dem traditionellen Ruf: O’zapft is! wird immer noch der Wunsch Auf eine friedliche Wiesn (Auf ein friedliches Oktoberfest) ausgesprochen.

## Geschichte
Nachdem der Münchner Oberbürgermeister Thomas Wimmer am 16. September 1950 die „Münchener Elektro-Messe 1950“ auf der Theresienhöhe eröffnet hatte, begab er sich auf kürzestem Weg zum Schottenhamel-Festzelt auf der Theresienwiese. Dort wurde er bereits von Reportern und Fotografen erwartet und führte mit dem bereitliegenden Schlägel und Zapfhahn den ersten offiziellen Fassanstich auf dem Oktoberfest durch. Dabei widmete er den ersten Maßkrug Bier dem Oktoberfest und der Stadt München.
Erst 1980 führte der bayerische Ministerpräsident und damalige Kanzlerkandidat Franz Josef Strauß die bis heute andauernde Tradition ein, dass der Ministerpräsident die erste Maß Bier erhält. Die Legende, dass der erste Fassanstich 1950 spontan erfolgt sei, nachdem Wimmer beim Einzug der Wiesnwirte seine Kutsche verpasst gehabt hätte und deshalb vom Festwirt Michael Schottenhamel mitgenommen und überredet worden sei, erwies sich nach dem Abgleich mit Fotografien und Zeitungsberichten als falsch.
In den Jahren 1950 und 1951 wurde ein Fass mit Hofbräubier angezapft, seit 1952 findet der Fassanstich traditionell mit Bier des Spatenbräu statt. 1960 überließ der wenige Monate zuvor gewählte Oberbürgermeister Hans-Jochen Vogel seinem Amtsvorgänger Wimmer den Fassanstich. Erst 1964, nach dem Tod Wimmers, übernahm Vogel schließlich das Ritual, wodurch erst dann festgelegt wurde, dass es der Münchner Oberbürgermeister sein sollte, der das Oktoberfest eröffnet.
Die beste Leistung zeigten mit jeweils zwei Schlägen Christian Ude in den Jahren 2005 und 2008 bis 2013 sowie Dieter Reiter in den Jahren 2015 bis 2019 und 2023. Ude ist mit 20 Fassanstichen auch Rekordhalter nach Häufigkeit des Anzapfens, gefolgt von seinem direkten Amtsvorgänger Georg Kronawitter mit 15 Fassanstichen. 2018 vergaß Dieter Reiter den Zusatz „Auf eine friedliche Wiesn“. 2022 benötigte Reiter, nach zwei Jahren Pause jeweils aufgrund der COVID-19-Pandemie, drei Schläge, bis das erste Bier gezapft werden konnte, aber 2023 schaffte er es wieder mit zwei.
Die seit 1968 verwendeten Schlägel werden im Museumszelt auf der Oidn Wiesn ausgestellt. 